# Stefan V Ślepy
Stefan V Ślepy (ur. 1417, zm. 9 października 1476 w Belgrado di Varmo we Włoszech) – ostatni władca (despota) niepodległej Serbii w latach 1458–1459. 

## Życiorys
Był młodszym synem Jerzego I. Po śmierci brata Łazarza II 20 stycznia 1458 objął władzę, lecz już w marcu 1459 roku musiał opuścić Serbię. Jego żoną była Angelina Arianiti. Ich synami byli kolejni despoci serbscy na Węgrzech: Jerzy II Branković i Jovan Branković. Jedną z jego córek była Maria Branković, żona Bonifacego III Paleologa, markiza Montferratu w latach 1483-1494.